# Joan Capdevila
Joan Capdevila Méndez (Tàrrega, 1978. február 3. –) világbajnok spanyol labdarúgó.

## Pályafutása

### Fiatal évei / Deportivo
UE Tarrega és a RCD Espanyol ifjúsági csapataiban nevelkedett, a Tarrega csapatában debütált a profik között 1998-1999 között, egy 2-2-es döntetlen alkalmával a Athletic Bilbao ellen. A következő szezont már a Atlético Madrid színeiben kezdte.
Miután az Atlético kiesett az első osztályból, Capdevila aláírt a Deportivo de La Coruna csapatához 2000 nyarán, és sikeresen kiharcolta helyét a kezdőcsapatban Enrique Romero-val szemben.

### Villarreal
A 2007-08-as szezonban csatlakozott a Villarreal csapatához, hároméves megállapodás kötött.
A 2009-10-es szezonban is a Villarreal hátsó alakzatának biztos pontja, csak egy bajnoki mérkőzésről hiányzott a szezonban. 5 gólt jegyzett, a hetedik helyet szerezték meg a bajnokságban, ami azt jelentette, hogy nem indulhatnak nemzetközi kupán.
A 2010-11-es szezon felénél José Català-val harcolt a kezdőbe kerülésért. A szezon során több mint 40 hivatalos meccsen szerepelt.

### Benfica
2011. július 21-én pályafutása során először szerződött külföldre, mégpedig a portugál Benfica csapatához írt alá két évre.

### Kései évek
2012. július 27-én Capdevila visszatért nevelőegyesületéhez, az Espanyolhoz. Két idényt töltött a barcelonai klubnál, de a 2012–2013-as bajnokságban már csak tíz mérkőzésen jutott szóhoz, így a szezon végén távozott.
2014. július 26-án aláírt az Indiai Szuperligában szereplő NorthEast United csapatához.
2015. január 21-én a belga Lierse SK szerződtette. Májusban térdsérülést szenvedett és hat hónapos kihagyásra kényszerült. 2016. június 1-jén az andorrai Santa Coloma játékosa lett, akikkel bajnoki címet szerzett. 2017. július 4-én, az örmény Alashkert FC ellen elveszített BajnokokLigája selejtezős párharc elveszítése után felhagyott a profi labdarúgással.

### Válogatott
Capdevila a Spanyol válogatott színeiben 2002. október 16-án debütált Paraquay ellen. Első gólját Svédország ellen szerezte a 2008-as labdarúgó-Európa-bajnokság (selejtező) mérkőzés során. A 2004-es labdarúgó-Európa-bajnokságon csak a kispadon szerepelt.
2008. február 6-án a Francia válogatott ellen győztes gólt szerzett egy barátságos mérkőzésen. Szerepelt a 2008-as labdarúgó-Európa-bajnokságon, ahol Sergio Ramos, Carles Puyol és Carlos Marchena-val szerepelt a védő sorban.
A 2009-es konföderációs kupán és a 2010-es labdarúgó-világbajnokságon is tagja volt a spanyol válogatottnak.
| #  | Időpont              | Helyszín                                         | Ellenfél      | Gól | Eredmény | Kiírás                                         |
| -- | -------------------- | ------------------------------------------------ | ------------- | --- | -------- | ---------------------------------------------- |
| 1. | 2007. november 17.   | Estadio Santiago Bernabéu, Madrid, Spanyolország | Svédország    | 1–0 | 3–0      | 2008-as labdarúgó-Európa-bajnokság (selejtező) |
| 2. | 2008. február 6.     | Estadio La Rosaleda, Málaga, Spanyolország       | Franciaország | 1–0 | 1–0      | Barátságos mérkőzés                            |
| 3. | 2008. május 31.      | Estadio Nuevo Colombino, Huelva, Spanyolország   | Peru          | 2–1 | 2–1      | Barátságos mérkőzés                            |
| 4. | 2008. szeptember 10. | Estadio Carlos Belmonte, Albacete, Spanyolország | Örményország  | 1–0 | 4–0      | 2010-es labdarúgó-világbajnokság-selejtező     |

## Sikerei, díjai

### Klub
Deportivo
- Spanyol kupa: 2002
- Spanyol szuperkupa: 2000, 2002

### Válogatott
Spanyolország
- Világbajnok: 2010
- Európa-bajnok: 2008
- Konföderációs kupa: bronzérmes 2009

Spanyol U23
- Olimpia: ezüstérmes 2000